# Патросініу (мікрорегіон)

Патросініу на карті штату Мінас-Жерайс

Патросініу (порт. Microrregião de Patrocínio) — мікрорегіон у Бразилії, входить до штату Мінас-Жерайс. Складова частина мезорегіону Тріангулу-Мінейру-і-Алту-Паранаїба. Населення становить 204 279 осіб на 2006 рік. Займає площу 11 980,072 км². Густота населення — 17,1 ос./км².

## Склад мікрорегіону
До складу мікрорегіону включені такі муніципалітети:
1. Абадія-дус-Дорадус
2. Коромандел
3. Крузейру-да-Форталеза
4. Дорадокуара
5. Естрела-ду-Сул
6. Групіара
7. Іраї-ді-Мінас
8. Монті-Кармелу
9. Патросініу
10. Ромарія
11. Серра-ду-Салітрі

| Бразилія | Це незавершена стаття з географії Бразилії. Ви можете допомогти проєкту, виправивши або дописавши її. |